# Irmgardz 2.0
Irmgardz 2.0 (etab. 2007) – dansk independent pladeselskab, der bl.a. udgiver Nanna, Tomas Ortved (også i Sort Sol), Doris og Claus Høxbroe & 1.th. m.fl. 
Selskabet blev startet af bl.a. Jan Wintersø og Hilmer Hassig, der begge havde en tilknytning til det oprindelige pladeselskab Irmgardz, samt Carsten Valentin (bl.a. i bandet Superjeg).